# Moniteur belge
Pour les articles homonymes, voir Le Moniteur.
Le Moniteur belge (en allemand : Belgisches Staatsblatt ; en néerlandais : Belgisch Staatsblad) est le journal officiel publiant les lois et autres textes réglementaires de l'État belge. Il doit son nom au Moniteur universel, le journal officiel français à l'époque de la création de la Belgique (sous la monarchie de Juillet).

## Contexte historique
Le Moniteur belge est créé par un arrêté du Régent Surlet de Chokier du 10 juin 1831 et paraît pour la première fois le 16 juin 1831. Il est à l'époque encore un journal semi-privé, comportant une partie officielle et une partie non officielle. Lors de l'indépendance de la Belgique, un point d’honneur a été mis sur le fait de rompre définitivement avec la période hollandaise et le mode de gouvernance de Guillaume d’Orange. Son règne a été marqué par une très forte répression de la liberté d'expression, qui devient l’objectif principal de lutte des révolutionnaires.
Avant la création du Moniteur belge, la population disposait de journaux officiels tel que l’Union Belge puis l’Indépendant (fondé en mars 1831). Le recueil d’Huyttens constituait également un ensemble de sources de première importance car il regroupait les éléments disparates, présents dans les journaux officiels et autres, en tenant compte de la disparition des autres journaux.

## Création duMoniteur belge

### Objectifs
De 1831 jusqu’en 1845, le Moniteur belge avait quatre fonctions : la publication de documents officiels ainsi que les comptes rendus parlementaires, la manipulation de l'opinion et de l’information. L’importance de la publicité des débats parlementaires permet au peuple de contrôler si les élus respectent leur volonté. Néanmoins, le Moniteur était sous la tutelle du Ministre de l’intérieur qui s’assurait de faire respecter les ordres du gouvernement quant à rédaction de certains sujets politiques.
C’est en 1845 que le Moniteur belge devient l’organe officiel de publication des lois et arrêtés, fonction anciennement dévolue au Bulletin officiel.

### Structure
C’est au Service Public Fédéral Justice que revient la gestion du Moniteur belge qui compte d’autres banques de données tels que l’Annexe Personnes morales, le Bulletin des adjudications et Justel.
L’article 190 de la Constitution consacre l’importance de la publication des normes. De ce fait, le Moniteur belge contient les lois fédérales, les décrets et les ordonnances, les arrêtés royaux et ministériels ainsi que les arrêtés des gouvernements des régions et des communautés.

## Évolution

### Première Guerre mondiale
Durant l’occupation allemande lors de la Première Guerre mondiale, l’occupant a mis en place un organe législatif visant à remplacer le Moniteur belge, le « Bulletin officiel des lois et arrêtés pour le territoire belge occupé ». Néanmoins, le gouvernement belge, accompagné des services du Moniteur, qui s’étaient réfugiés à Sainte-Adresse, petite ville française près du Havre, a continué la publication des arrêtés-lois en dehors du territoire national. La Cour de cassation a jugé a posteriori que ces arrêtés-lois avaient force obligatoire pour la population belge étant donné que c’est la publication au Moniteur qui leur confère ce caractère obligatoire.
Ceci s’est également passé lors de la Seconde Guerre mondiale : le gouvernement belge s’étant réfugié à Londres, la publication du Moniteur belge avait donc lieu au Royaume-Uni mais les actes normatifs publiés dans ce Moniteur avaient force obligatoire sur le territoire national occupé par l’ennemi.

### Période contemporaine
Depuis 2003, le journal officiel est exclusivement disponible en version électronique sur le site internet du Moniteur belge. La nécessité de passer à l’informatique est due à l’inflation législative de ces dernières années. La version papier a été supprimée par la loi-programme du 24 décembre 2002 qui disposait que le journal ne devait être imprimé qu’en trois exemplaires qui serviraient d’exemples de référence et dont un exemplaire devrait être mis à la disposition du public dans les locaux de la Direction du Moniteur belge. Cette loi a été critiquée et accusée d’être discriminante. Les articles 474 et 475 de cette loi ont été annulés par un arrêt de la Cour Constitutionnelle du 16 juin 2004. Le requérant critiquait la suppression de l’édition papier du Moniteur belge et la Cour a considéré qu’il y avait une discrimination passive car les dispositions attaquées ne tenaient pas compte du fait que « chacun n’a pas un accès égal aux techniques informatiques ». Le principe de non-discrimination a été considéré comme violé et la Cour a précisé que « du fait des dispositions entreprises, un nombre important de personnes se verront privés de l’accès effectif aux textes officiels (…) ».
Une nouvelle loi a été adoptée le 20 juillet 2005, celle-ci porte à quatre le nombre d’exemplaires du Moniteur belge devant être publiées en version papier : un exemplaire est déposé à la Bibliothèque royale de Belgique, un autre est conservé auprès du Ministre de la Justice en tant que gardien du sceau de l’État, le troisième est transmis aux Archives générales du Royaume et le dernier exemplaire est disponible pour consultation auprès de la Direction du Moniteur belge.

## Emploi des langues

### Français
Le 20 novembre 1830, le gouvernement provisoire déclare : « Le bulletin officiel des lois et actes du gouvernement sera publié en français ».
Lors de la création du Moniteur belge, la loi du 28 février 1845 dispose que la législation doit être publiée en français.

### Néerlandais
Lors de discussions au Congrès national, Charles Liedts souligne qu’il était indispensable d’avoir une traduction flamande de la loi. Le Congrès national reconnait la nécessité de traduction des lois et des actes, en instaurant un système de traduction au niveau provincial.
La loi du 19 septembre 1831 impose la traduction des textes légaux en néerlandais, mais celle-ci n’avait pas de force légale, était de mauvaise qualité et ne se faisait pas sur l’ensemble du journal officiel.
Lorsque le Bulletin officiel fut remplacé par le Moniteur belge, les publications des lois ne sont plus traduites en néerlandais, car la loi ne l’impose plus.
À partir du 3 mars 1895, le Moniteur belge devient bilingue. Mais ce n’est qu’à partir de 1898 que les annexes et les sections relatives aux avis et annonces sont également traduites.

### Allemand
Lors de la négociation de la loi du 31 décembre 1983 de réformes institutionnelles pour la Communauté germanophone, plusieurs propositions non retenues ont été mises en avant notamment que toute publication au Moniteur belge de règlements et de lois soit également faite en allemand. Finalement sera retenue une traduction et non un texte authentique en allemand en raison de l’organisation de l’État fédéral belge. Les textes postérieurs au 1er janvier 1989 doivent être traduits de manière systématique au Moniteur belge en fonction de l’importance qu’ils représentent pour les germanophones.
La traduction des lois en allemand est assurée par le commissaire d’arrondissement pour la région de la langue allemande. La traduction des arrêtés royaux et ministériels se fait quant à elle par le ministre compétent dans les trois mois.

## Inflation du nombre de pages publiées
Depuis les années 2000, voire déjà depuis le milieu de la décennie 1990, le nombre de documents, réglementations et lois publiés au Moniteur belge ne fait qu’augmenter. En une cinquantaine d'années (1970-2021), le nombre de documents publiés a été presque multiplié par un facteur 10 (en fait, 9.2 pour être précis). La qualité des textes publiés s’amoindrit également. Cependant, elle n'est pas de la responsabilité du Moniteur belge, mais de celle de leurs auteurs (administrations publiques compétentes, cabinets ministériels, entreprises et associations (sociétés anonymes, SPRL, ASBL...), surtout quand il s'agit de lois belges et d'arrêtés royaux promulgués par le pouvoir législatif (parlement) ou exécutif (gouvernement). Le contrôle du Moniteur belge se limite donc exclusivement à la vérification du caractère complet des documents reçus et de la mise en page des documents publiés. À cette fin, les sociétés, les associations et les fondations qui doivent déposer des documents légaux au greffe de l'Entreprise doivent remplir des formulaires ad hoc et sont seules responsables du contenu et du format des informations qu'elles publient au Moniteur belge afin de se conformer aux prescriptions légales en vigueur.